# Попов, Леонид Евгеньевич
Леонид Евгеньевич Попов (29 мая 1925, Тобольск — 21 апреля 2023, Томск) — советский и российский учёный в области физики металлов, доктор физико-математических наук (1972), профессор (1972), заслуженный деятель науки РФ (1997), член-корреспондент Международной академии наук высшей школы, академик Петровской академии наук и искусств (ПАНИ) по проблемам прочности, деятель трезвенного движения.

## Биография
Родился 29 мая 1925 года в Тобольске. Отец и мать Попова были из крестьянских семей. Отец, Евгений Моисеевич (1891—1942), происходил из семьи русских старообрядцев-беспоповцев, окончил Томский учительский институт. В 1920-х годах был директором Тобольского педагогического техникума, в 1930-х – начале 1940-х работал учителем математики вначале в средней школе, затем в Тобольском дошкольном педучилище. Мать, Ольга Ивановна (1898—1982, в девичестве Аксарина), по воспоминаниям Л.Е. Попова, происходила из сибирского народа манси. Окончила фельдшерско-акушерский техникум, работала фельдшером в Тобольской городской больнице, с 1930 года — на инвалидности. В семье, кроме Леонида, была дочь Нина и воспитывался племянник матери И.Е. Фокин (погиб в годы Великой Отечественной войны).
После окончания средней школы № 13 в Тобольске Л.Е. Попов поступил на заочное физико-математическое отделение Тобольского учительского института, откуда семнадцатилетним юношей 17 февраля 1943 года был призван в ряды Красной Армии. Воевал гвардии рядовым, ручным пулемётчиком стрелкового полка. В составе III Украинского и III Белорусского фронтов освобождал Советскую Украину, Литву, Восточную Пруссию. Был дважды ранен.
После демобилизации в мае 1946 года Леонид Евгеньевич с большой энергией продолжил учёбу на заочном отделении Тобольского учительского института, который окончил с отличием в 1947 году, освоив программу двух курсов за один год. Работал в этом же институте лаборантом, старшим лаборантом, а с 1950 года — ассистентом, старшим преподавателем кафедры физики. Одновременно в 1950 году окончил с отличием заочное физико-математическое отделение Тюменского пединститута по специальности «физика». В 1955—1958 годах обучался в аспирантуре Томского государственного университета (ТГУ) в Томске по специальности «металлофизика» у научного руководителя доктора физико-математических наук профессора М.А. Большаниной. [2, с. 110.]
24 февраля 1960 года Л.Е. Попов защитил в учёном совете ТГУ диссертацию на соискание учёной степени кандидата физико-математических наук, а в 1969 году диссертацию на соискание степени доктора физико-математических наук. С 1 октября 1958 года работал ассистентом кафедры физики ТГУ, с 1 сентября 1960 г. — старшим научным сотрудником лаборатории металлофизики Сибирского физико- технического института (СФТИ) Томского государственного университета. С 1972 по 2017 год работал в Томском инженерно-строительном институте (впоследствии переименованном в академию, а затем — в Томский государственный архитектурно- строительный университет — ТГАСУ) последовательно профессором кафедры физики, заведующим кафедр высшей математики и прикладной математики, профессором кафедры прикладной математики. Основные научные интересы — металлофизика, физика пластичности и прочности. Под руководством Л.Е. Попова в ТГАСУ велась работа по методике преподавания математики в техническом вузе, были организованы исследования в области психофизиологии творческого мышления, путей повышения коллективной научно-исследовательской деятельности. Автор более 500 научных работ, подготовил 41 кандидата и девять докторов наук. Был членом межгосударственного координационного совета по физике прочности и пластичности материалов, членом-корреспондентом Международной академии высшей школы (1993), действительным членом Петровской академии наук и искусств (ПАНИ) по проблемам прочности (1995), заслуженным деятелем науки Российской Федерации (1997).
Л.Е. Попов принимал деятельное участие в общественной жизни. В 1951—1991 годах был членом Коммунистической партии Советского Союза. Избирался членом местного комитета профсоюза Тобольского пединститута, парторгом отдела и секретарём партбюро КПСС в СФТИ, секретарём партбюро КПСС физфака ТГУ. [2, с. 110-111.]
Деятель трезвенного движения. Л.Е. Попов был убеждённым трезвенником, пропагандистом трезвого образа жизни и физкультурником в течение более полувека, начиная с конца 1960-х гг. По линии общества «Знание» прочёл в Томской области и за её пределами десятки пользовавшихся большой популярностью лекций о губительности алкоголя для человека и необходимости придерживаться трезвого образа жизни. В 1979 году подготовил брошюру «Алкоголь и человек конца XX века. методические указания для преподавателей-кураторов студенческих групп. Томск: Томский инженерно- строительный ин-т, 1979. Ч. I-III». Впоследствии эта брошюра, одна из лучших работ на русском языке, написанных на эту тему, неоднократно переиздавалась. Был участником различных общественных трезвенных организаций. В 1986—1988 годах состоял членом Совета по пропаганде трезвого образа жизни при Томском областном комитете ВЛКСМ (руководитель — инструктор обкома комсомола Нина Александровна Китова), в 1986—1990 годах — членом Редакционного совета журнала «Трезвость и культура» (редактор — Станислав Николаевич Шевердин), на заседаниях которого собирались члены Редсовета и активисты-трезвенники со всего Советского Союза, включая Белоруссию и Туркмению. [6, с. 128-130.]
Скончался в Томске 21 апреля 2023 года, похоронен на томском городском кладбище в селе Воронино, квартал 40, могила 1890.

## Награды
- Орден Отечественной войны I степени (1985);
- Орден Славы III степени (1944);
- Медаль «За доблестный труд. В ознаменование 100-летия со дня рождения Владимира Ильича Ленина» (1970);
- Медаль «За победу над Германией в Великой Отечественной войне 1941—1945 гг.» (1945) [2. С. 110-111.];
- Медаль Международной академии трезвости «1914. Юбилей сухого закона в России» (2014).

## Семья
За свою долгую жизнь Л.Е. Попов был женат три раза. Сын от первого брака с преподавателем физики М.П. Саковой (1924—1997) Валентин Леонидович Попов (род. 1959) окончил физический факультет МГУ. Доктор физико-математических наук, заведующий кафедрой системной динамики и физики трения Института механики Берлинского технического университета, почётный профессор Томского политехнического университета. Внуки: Михаил (род. 1987 г.), учёный-физик, Никита (род. 1990 г.), специалист по информационным технологиям [5].

## Сочинения
1. Попов Л.Е. Состояние души: беседы о педагогике как науке о путях реализации функциональных возможностей мозга. – 2-е изд., испр. –Томск: Изд-во Томск. Гос. строительного ун-та, 2006. – 443 с. – (В соавт.) ISBN 5-93057-091-4
2. Попов Л.Е. Алкоголь и человек // Подспорье. Приложение к газете «Соратник» Союза борьбы за народную трезвость. – Абакан. 2008. Июль. № 7 (86). С. 1-26. Podsporie 86.pdf - Яндекс.Документы (yandex.ru)
3. Попов Л.Е. Естественные ресурсы и технологии в образовательной деятельности: монография. – Томск: Изд-во Томск. Гос. строительного ун-та, 2011. - 256 с. (В соавт.) ISBN 978-5-93057-454-8
4. Попов Л.Е. Трезвость – необходимое условие инновационного развития России / Л.Е. Попов, А.Л. Афанасьев // Трезвость - необходимое условие для восстановления и устойчивого развития России: материалы XIV науч.-практ. конференции общественного движения «Союз утверждения и сохранения трезвости «Трезвый Урал». - Челябинск, 21-22 февраля 2016 г. / отв. ред. Р.В. Распопов. – Тюмень: Тюменский индустриальный ун-т, 2016. – С. 107-111. Sbornik_14-y_konferentsii_TU_Chelyabinsk_2016.pdf (trezvayatyumen.ru), дата обращения 18.06.2023.
5. Сотников А. Мы не захватчики, а освободители: Продолжаем публиковать воспоминания Леонида Евгеньевича Попова // Томская неделя. Томск. 2022. 12 января. №1. Мы не захватчики, а освободители | Томская неделя | Дзен (dzen.ru),  дата обращения 16.06.2023.